# Communauté de communes du Causse Nord-Ouest du Tarn
La communauté de communes du Causse Nord-Ouest du Tarn est une ancienne communauté de communes française, située dans le département du Tarn et la région Midi-Pyrénées.

## Composition
La communauté de communes du Causse Nord-Ouest du Tarn regroupait, à sa disparition, 7 communes : 
| Nom                 | Code Insee | Gentilé         | Superficie (km2) | Population (dernière pop. légale) | Densité (hab./km2) |
| ------------------- | ---------- | --------------- | ---------------- | --------------------------------- | ------------------ |
| Vaour (siège)       | 81309      | Vaourais        | 14,12            | 370 (2014)                        | 26                 |
| Marnaves            | 81154      | Marnavois       | 10,29            | 76 (2014)                         | 7,4                |
| Milhars             | 81165      | Milharsois      | 16,28            | 230 (2014)                        | 14                 |
| Penne               | 81206      | Pennols         | 64,04            | 575 (2014)                        | 9                  |
| Le Riols            | 81224      | Riolais         | 5,01             | 110 (2014)                        | 22                 |
| Roussayrolles       | 81234      | Roussayrollais  | 5,38             | 74 (2014)                         | 14                 |
| Saint-Michel-de-Vax | 81265      | Saint-Michelois | 5,90             | 63 (2014)                         | 11                 |

## Historique
Le 1er janvier 2013, elle fusionne avec la communauté de communes du Pays Cordais dans la communauté de communes du Cordais et du Causse.